# Juegos Panafricanos de 2015
Los XI Juegos Panafricanos se celebraron en Brazzaville, República del Congo, del 4 al 19 de septiembre de 2015. Esta edición conmemoró el quincuagésimo aniversario de los Juegos, así como su regreso a Brazzaville, que fue sede de la primera edición en 1965.

## Elección de la sede
Ghana, Kenia y la República del Congo mostraron interés en la organización de la 11.ª edición de los Juegos Panafricanos. El 14 de septiembre de 2011, el Consejo Superior de Deportes de África otorgó los derechos a Brazzaville, capital de la República del Congo, para ser la sede de este evento multideportivo continental.

## Países participantes
En los XI Juegos Panafricanos participaron atletas de 54 países de África:
- Angola
- Argelia (ALG) (136)
- Benín
- Botsuana
- Burkina Faso
- Burundi
- Cabo Verde
- Camerún
- Chad
- Comoras
- Costa de Marfil
- Egipto (EGY) (298)
- Eritrea
- Etiopía
- Gabón
- Gambia
- Ghana
- Guinea
- Guinea Ecuatorial
- Guinea-Bisáu
- Kenia
- Lesoto
- Liberia
- Libia (LBA)
- Madagascar
- Malaui
- Mali
- Mauricio
- Mauritania
- Mozambique
- Namibia
- Níger
- Nigeria
- República Árabe Saharaui Democrática
- República Centroafricana
- República del Congo (anfitrión)
- República Democrática del Congo
- Ruanda
- Santo Tomé y Príncipe
- Senegal
- Seychelles
- Sierra Leona
- Somalia
- Suazilandia
- Sudáfrica
- Sudán
- Sudán del Sur
- Tanzania
- Togo
- Túnez
- Uganda
- Yibuti
- Zambia
- Zimbabue

Los atletas de Sahara Occidental, quienes participarían por primera vez, no pudieron competir debido a que el país no estaba afiliado a las federaciones internacionales de los deportes en los que tenía la intención de asistir.

## Deportes
El programa de los XI Juegos Panafricanos comprendió 20 deportes convencionales oficiales —18 deportes olímpicos y 2 deportes no olímpicos—, dos deportes paralímpicos y dos deportes de exhibición —tradicionales del Congo—.
- Atletismo
- Bádminton
- Baloncesto
- Balonmano
- Boxeo
- Ciclismo
- Esgrima
- Fútbol
- Gimnasia
- Halterofilia
- Judo
- Karate
- Lucha
- Natación
- Petanca
- Taekwondo
- Tenis
- Tenis de mesa
- Voleibol
- Voleibol de playa
- Atletismo paralímpico
- Potencia paralímpica
- Nzango [a] (exhibición)[7][8]
- Sawara o «Boxeo de los Faraones» [b] (exhibición)[7][10]

## Calendario
| OC | Ceremonia de apertura | ● | Eventos de competición | 1 | Eventos finales | CC | Ceremonia de clausura |

| Septiembre                       | Septiembre                       | 2 Mié | 3 Jue | 4 Vie | 5 Sáb | 6 Dom | 7 Lun | 8 Mar | 9 Mié | 10 Jue | 11 Vie | 12 Sáb | 13 Dom | 14 Lun | 15 Mar | 16 Mié | 17 Jue | 18 Vie | 19 Sáb | Eventos |
| -------------------------------- | -------------------------------- | ----- | ----- | ----- | ----- | ----- | ----- | ----- | ----- | ------ | ------ | ------ | ------ | ------ | ------ | ------ | ------ | ------ | ------ | ------- |
| Ceremonias (apertura / clausura) | Ceremonias (apertura / clausura) |       |       | CA    |       |       |       |       |       |        |        |        |        |        |        |        |        |        | CC     |         |
| Atletismo                        | Atletismo                        |       |       |       |       |       |       |       |       |        |        |        | 4      | 12     | 9      | 8      | 13     |        |        | 46      |
| Voleibol                         | Voleibol                         | ●     | ●     | ●     | ●     | ●     | ●     | ●     | ●     | ●      | ●      | ●      | ●      | 2      |        |        |        |        |        | 2       |
| Total de eventos                 | Total de eventos                 | 4     | 4     |       |       |       |       |       |       |        |        |        |        |        |        |        |        |        |        |         |
| Septiembre                       | Septiembre                       | 2 Mié | 3 Jue | 4 Vie | 5 Sáb | 6 Dom | 7 Lun | 8 Mar | 9 Mié | 10 Jue | 11 Vie | 12 Sáb | 13 Dom | 14 Lun | 15 Mar | 16 Mié | 17 Jue | 18 Vie | 19 Sáb | Eventos |

## Medallero
El país anfitrión está resaltado en azul.
| Núm. | País                            | Oro | Plata | Bronce | Total |
| ---- | ------------------------------- | --- | ----- | ------ | ----- |
| 1    | Egipto                          | 85  | 64    | 68     | 217   |
| 2    | Sudáfrica                       | 41  | 39    | 34     | 117   |
| 3    | Argelia                         | 40  | 43    | 42     | 125   |
| 4    | Nigeria                         | 37  | 35    | 30     | 102   |
| 5    | Túnez                           | 22  | 21    | 33     | 76    |
| 6    | Mauricio                        | 5   | 3     | 4      | 12    |
| 7    | República del Congo             | 5   | 2     | 12     | 19    |
| 8    | Camerún                         | 4   | 2     | 10     | 16    |
| 9    | Kenia                           | 3   | 5     | 4      | 12    |
| 10   | Senegal                         | 3   | 4     | 10     | 17    |
| 11   | Seychelles                      | 3   | 4     | 5      | 12    |
| 12   | Zimbabue                        | 3   | 0     | 1      | 4     |
| 13   | Libia                           | 2   | 4     | 8      | 14    |
| 14   | Botsuana                        | 2   | 3     | 9      | 14    |
| 15   | Costa de Marfil                 | 2   | 2     | 3      | 7     |
| 16   | Eritrea                         | 2   | 1     | 0      | 3     |
| 17   | Etiopía                         | 2   | 0     | 6      | 8     |
| 18   | Angola                          | 1   | 1     | 3      | 5     |
| 19   | Burkina Faso                    | 1   | 0     | 2      | 3     |
| 20   | Ruanda                          | 1   | 0     | 1      | 2     |
| 21   | Ghana                           | 0   | 2     | 4      | 6     |
| 22   | Namibia                         | 0   | 2     | 3      | 5     |
| 22   | Gabón                           | 0   | 2     | 3      | 5     |
| 24   | República Democrática del Congo | 0   | 2     | 1      | 3     |
| 25   | Togo                            | 0   | 2     | 0      | 2     |
| 26   | Benín                           | 0   | 1     | 1      | 2     |
| 27   | Gambia                          | 0   | 1     | 0      | 0     |
| 27   | Yibuti                          | 0   | 1     | 0      | 1     |
| 29   | Madagascar                      | 0   | 0     | 6      | 6     |
| 30   | Mali                            | 0   | 0     | 3      | 3     |
| 31   | Uganda                          | 0   | 0     | 2      | 2     |
| 31   | Mozambique                      | 0   | 0     | 2      | 2     |
| 33   | Guinea                          | 0   | 0     | 1      | 1     |
| 33   | Zambia                          | 0   | 0     | 1      | 1     |
| 33   | Níger                           | 0   | 0     | 1      | 1     |
| 33   | Lesoto                          | 0   | 0     | 1      | 1     |
| 33   | Guinea-Bisáu                    | 0   | 0     | 1      | 1     |
|      | Total                           | 294 | 283   | 361    | 938   |